# Episodi di Ai confini della realtà (serie televisiva 1959) (quinta stagione)

William Shatner vede la creatura mostruosa fuori dall'aereo durante il volo ad alta quota nell'episodio Incubo a 20.000 piedi (1963), 3º della Stagione 5 de Ai confini della realtà (123º complessivo), mai doppiato in Italia fino al 2007 ed inedito fino al 2005. È uno dei più celebri episodi dell'intera serie.

La quinta e ultima stagione della serie televisiva Ai confini della realtà, formata da 36 episodi, è stata trasmessa per la prima volta negli Stati Uniti d'America dal 27 settembre 1963 al 19 giugno 1964: di seguito sono elencati i riassunti e i dettagli degli episodi, i registi, gli sceneggiatori e gli interpreti.
La più evidente variante rispetto alla stagione precedente riguarda la durata degli episodi, che tornano ai consueti 25 minuti: l'esperimento degli episodi di un'ora attuato nella stagione 4 non aveva dato gli esiti previsti in fatto di ascolti, critica e costi.
Registi e attori celebri hanno continuato a contribuire a quest'ultima stagione: tra i primi, Don Siegel, Richard Donner, Jacques Tourneur, tra gli attori Mickey Rooney, James Coburn, Lee Marvin, Telly Savalas, William Shatner. Una menzione merita l'episodio 22, Un avvenimento sul ponte di Owl Creek: per rientrare dalle spese del budget sforato, il produttore William Froug (che sostituiva Bert Granet) pensò di acquistare i diritti di un cortometraggio francese, La riviére du Hibou, precedentemente premiato con la Palma d'oro al miglior cortometraggio alla 15ª edizione del Festival di Cannes (1962) e tratto da un racconto di Ambrose Bierce. Ridoppiato in inglese, con l'inserimento della presentazione di Rod Serling, divenne l'episodio 22: la produzione riuscì a rimanere nel budget, accrescendo il livello qualitativo dei già eccellenti sceneggiatori (con Bierce), presentando una pellicola di un paese negli anni sessanta agli apici della cinematografia internazionale (la Francia) ed estendendo fuori dai confini la sua popolarità. La trovata salvò la stagione ma non la serie comunque, che chiuse per il divario tra gli alti costi di produzione e gli ascolti medio-bassi.
In Italia la stagione 5 è stata trasmessa da Jimmy fra il 19 dicembre 2004 e il 28 agosto 2005 in lingua originale con sottotitoli, mentre è stata pubblicata doppiata per la prima volta soltanto nel 2007 per il mercato del DVD; nel 2015 Rai 4 ha trasmesso 29 dei 36 episodi.
| nº | Titolo originale                       | Titolo italiano                         | Prima TV USA      | Prima TV Italia  |
| -- | -------------------------------------- | --------------------------------------- | ----------------- | ---------------- |
| 1  | In Praise of Pip                       | In onore di Pip                         | 27 settembre 1963 | 19 dicembre 2004 |
| 2  | Steel                                  | Acciaio                                 | 4 ottobre 1963    | 2 gennaio 2005   |
| 3  | Nightmare at 20,000 Feet               | Incubo a 20.000 piedi                   | 11 ottobre 1963   | 9 gennaio 2005   |
| 4  | A Kind of a Stopwatch                  | Un cronometro particolare               | 18 ottobre 1963   | 16 gennaio 2005  |
| 5  | The Last Night of a Jockey             | L'ultima notte di un fantino            | 25 ottobre 1963   | 23 gennaio 2005  |
| 6  | Living Doll                            | La bambola vivente                      | 1º novembre 1963  | 30 gennaio 2005  |
| 7  | The Old Man in the Cave                | Il vecchio nella caverna                | 8 novembre 1963   | 6 febbraio 2005  |
| 8  | Uncle Simon                            | Zio Simon                               | 15 novembre 1963  | 13 febbraio 2005 |
| 9  | Probe 7, Over and Out                  | Sonda 7, passo e chiudo                 | 29 novembre 1963  | 20 febbraio 2005 |
| 10 | The 7th Is Made Up of Phantoms         | Il Settimo è fatto di fantasmi          | 6 dicembre 1963   | 27 febbraio 2005 |
| 11 | A Short Drink from a Certain Fountain  | Una piccola bevuta a una certa fontana  | 13 dicembre 1963  | 6 marzo 2005     |
| 12 | Ninety Years Without Slumbering        | Novant'anni senza sonno                 | 20 dicembre 1963  | 13 marzo 2005    |
| 13 | Ring-A-Ding Girl                       | La ragazza e l'anello                   | 27 dicembre 1963  | 20 marzo 2005    |
| 14 | You Drive                              | Guida tu                                | 3 gennaio 1964    | 27 marzo 2005    |
| 15 | The Long Morrow                        | Il lungo domani                         | 10 gennaio 1964   | 3 aprile 2005    |
| 16 | The Self-Improvement of Salvadore Ross | L'automiglioramento di Salvadore Ross   | 17 gennaio 1964   | 10 aprile 2005   |
| 17 | Number 12 Looks Just Like You          | Il numero 12 ti assomiglia              | 24 gennaio 1964   | 17 aprile 2005   |
| 18 | Black Leather Jackets                  | Giacche di pelle nera                   | 31 gennaio 1964   | 24 aprile 2005   |
| 19 | Night Call                             | Chiamata notturna                       | 7 febbraio 1964   | 1ºmaggio 2005    |
| 20 | From Agnes - With Love                 | Da Agnese, con amore                    | 14 febbraio 1964  | 8 maggio 2005    |
| 21 | Spur of the Moment                     | L'impulso del momento                   | 21 febbraio 1964  | 15 maggio 2005   |
| 22 | An Occurrence at Owl Creek Bridge      | Un avvenimento sul ponte di Owl Creek   | 28 febbraio 1964  | 22 maggio 2005   |
| 23 | Queen of the Nile                      | La regina del Nilo                      | 6 marzo 1964      | 29 maggio 2005   |
| 24 | What's in the Box                      | Che cosa c'è nella scatola              | 13 marzo 1964     | 5 giugno 2005    |
| 25 | The Masks                              | Le maschere                             | 20 marzo 1964     | 12 giugno 2005   |
| 26 | I Am the Night - Color Me Black        | Io sono la notte, colorami di nero      | 27 marzo 1964     | 19 giugno 2005   |
| 27 | Sounds and Silences                    | Suoni e silenzi                         | 3 aprile 1964     | 26 giugno 2005   |
| 28 | Caesar and Me                          | Io e Caesar                             | 10 aprile 1964    | 3 luglio 2005    |
| 29 | The Jeopardy Room                      | La stanza dell'azzardo                  | 17 aprile 1964    | 10 luglio 2005   |
| 30 | Stopover in a Quiet Town               | Sosta in una città tranquilla           | 24 aprile 1964    | 17 luglio 2005   |
| 31 | The Encounter                          | L'incontro                              | 1º maggio 1964    | 24 luglio 2005   |
| 32 | Mr. Garrity and the Graves             | Il signor Garrity e le tombe            | 8 maggio 1964     | 31 luglio 2005   |
| 33 | The Brain Center at Whipple's          | Il cervellone elettronico della Whipple | 15 maggio 1964    | 7 agosto 2005    |
| 34 | Come Wander with Me                    | Vieni via con me                        | 22 maggio 1964    | 14 agosto 2005   |
| 35 | The Fear                               | La paura                                | 29 maggio 1964    | 21 agosto 2005   |
| 36 | The Bewitchin' Pool                    | La piscina stregata                     | 19 giugno 1964    | 28 agosto 2005   |

## In onore di Pip
- Titolo originale: In praise of Pip
- Diretto da: Joseph M. Newman
- Scritto da: Rod Serling

### Trama
Max Phillips è un allibratore da quattro soldi, alcolista e alla deriva: suo figlio Pip, unica cosa bella della sua vita, è su un tavolo in un'infermeria da campo in Vietnam, tra la vita e la morte. Quando il padre lo viene a sapere, tramite un telegramma, è travolto dai sensi di colpa per ciò che non ha fatto per il bambino, anni prima. Si reca al parco giochi dove andavano quando Pip era bambino e, misteriosamente, trova il figlio di 10 anni che lo aspetta. Passeranno un'ora assieme, poi Pip confesserà al padre che sta per morire: il vecchio Max invoca il cielo perché prenda lui e non il figlio, ed è quello che accade.
- Interpreti: Jack Klugman (Max Phillips), Bill Mumy (Pip bambino), Robert Diamond (Pip soldato), Connie Gilchrist (Sig.ra Feeny).
- Note: 121º episodio della serie.
- Ultimo dei 4 episodi interpretati da Jack Klugman e ultimo dei 3 del giovane Bill Mumy.
- È probabilmente il primo episodio apparso su un network statunitense a trattare il conflitto del Vietnam, all'epoca (1963) ancora alle prime fasi d'intervento americano.

## Acciaio
- Titolo originale: Steel
- Diretto da: Don Weis
- Scritto da: Richard Matheson

### Trama
In un'epoca in cui i combattimenti di pugilato tradizionale sono stati vietati per la loro crudeltà essi sono stati sostituiti dalla boxe tra robot, ma gli anni passano e anche i robot si evolvono divenendo sempre più forti e veloci. Un agente, ex pugile, si rifiuta di accettare il fatto che il suo androide faccia ormai parte di una storia ormai passata.
- Interpreti: Lee Marvin (Steel Kelly), Joe Mantell (Pole), Tipp McClure (Battling Maxo), Chuck Hicks (Maynard Flash).
- Note: 122º episodio della serie.

## Incubo a 20.000 piedi
- Titolo originale: Nightmare at 20.000 feet
- Diretto da: Richard Donner
- Scritto da: Richard Matheson

### Trama
Bob Wilson è un venditore che sale su un aereo per la prima volta dopo un crollo nervoso avvenuto sei mesi prima. Durante il viaggio vede un gremlin su un'ala dell'aereo, ma ogni volta che tenta di farlo vedere agli altri passeggeri, questo sparisce. Bob incomincia a dubitare della sua sanità mentale, ma al tempo stesso ha paura che se non fa nulla il gremlin danneggerà l'aereo e lo farà cadere. Rubata la pistola a un poliziotto addormentato, apre il portellone dell'uscita di emergenza per sparare al gremlin, rischiando di cadere dall'aereo. All'atterraggio sarà portato via in camicia di forza ma un'ultima ripresa mostrerà gli evidenti danni del gremlin al motore dell'aereo.
- Interpreti: William Shatner (Bob Wilson), Christine White (Julia Wilson), Edward Kemmer (motorista di bordo), Asa Maynor (hostess), Nick Cravat (gremlin).
- Note: 123º episodio della serie.

## Un cronometro particolare
- Titolo originale: A Kind of a Stopwatch
- Diretto da: John Rich
- Scritto da: Rod Serling da una storia di Michael D. Rosenthal

### Trama
McNulty è un uomo logorroico ed estremamente noioso, evitato da colleghi e conoscenti. Un giorno un tale di nome Potts gli regala un cronometro che è in grado fermare il tempo. Lo stesso tema verrà ripreso anche nell'episodio Un po' di pace, nella seconda stagione degli episodi della serie del 1985.
- Interpreti: Richard Erdman (Patrick Thomas McNulty), Herbie Faye (Joe Belucci), Leon Belasco (Potts), Doris Singleton (segretaria), Roy Roberts (signor Cooper), Richard Wessel (Charlie), Ray Kellog (Fred), Ken Drake (Daniel).
- Note: 124º episodio della serie.

## L'ultima notte di un fantino
- Titolo originale: The last night of a jockey
- Diretto da: Joseph M. Newman
- Scritto da: Rod Serling

### Trama
Un fantino caduto in disgrazia a causa dei suoi troppi raggiri ed espedienti si trova in una stanza, solo, a combattere con se stesso. Alla fine otterrà la realizzazione del sogno di una vita, ma che si rivelerà una maledizione.
- Interpreti: Mickey Rooney (Michael Grady).
- Note: 125º episodio della serie.

## La bambola vivente
- Titolo originale: Living Doll
- Diretto da: Richard C. Sarafian
- Scritto da: Charles Beaumont e Jerry Sohl (non accreditato)

### Trama
La signora Annabelle Streator compra una bambola di nome Tina alla sua bambina Christie: giunti a casa, dove vivono con il patrigno Erich, fanno i conti con la ritrosia dell'uomo verso il regalo. Ma la bambola è viva, e percepisce l'odio dell'uomo e decide di parlargli, minacciandolo. Dapprima Erich pensa a uno scherzo della moglie, poi si arrabbia e getta via la bambola. Quando questa inspiegabilmente ritorna, minacciando di ucciderlo, l'uomo è stupefatto, mentre madre e figlia non si spiegano il suo comportamento. Erich decide poi di disfarsene, ma non riesce né a bruciarla, né a tagliarla con la sega elettrica. La restituisce quindi alla bambina: ma una notte l'uomo si sveglia, per un improvviso richiamo, e nelle scale inciampa nella bambola che lo attendeva nell'oscurità, e muore nella caduta. La bambola ha avuto la sua vendetta.
- Interpreti: Telly Savalas (Erich Streator), Tracy Stratford (Christie), Mary LaRoche (Annabelle).
- Musica di: Bernard Herrmann.
- Note: 126º episodio della serie.
- Curiosità: la storia si ispira ad una bambola reale, di nome Annabelle (come la madre della bambina nell'episodio), che ha la fama di essere posseduta. La bambola è diventata celebre dopo essere stata al centro di un presunto caso di possessione nel 1971, ed in seguito donata ai demonologi Ed e Lorraine Warren che l'hanno conservata nel loro museo del paranormale. In tempi più recenti la bambola è stata anche protagonista della serie cinematografica The Conjuring, ed in particolare dello spin-off Annabelle del 2014 a lei dedicato.

## Il vecchio nella caverna
- Titolo originale: The old man in the cave
- Diretto da: Alan Crosland, Jr
- Scritto da: Rod Serling da un racconto di Henry Slesar

### Trama
Dieci anni dopo una guerra atomica, un piccolo villaggio sopravvive grazie ai consigli di un misterioso eremita chiuso in una caverna. Un giorno arrivano nel villaggio alcuni soldati di un neonato "Comando degli Stati Uniti centrali" e pretendono di vedere il vecchio eremita. I soldati sono convinti che il vecchio nella caverna sia una invenzione del signor Goldsmith, che pare essersi autonominato guida del villaggio dei superstiti. La caverna, una volta aperta, nasconde un segreto insospettabile, e le conseguenze per il villaggio sono davvero pericolose. 
- Interpreti: James Coburn (Maggiore French), John Anderson (Goldsmith), John Marley (Jason), Josie Lloyd (Evie), John Craven (Uomo).
- Note: 127º episodio della serie.

## Zio Simon
- Titolo originale: Uncle Simon
- Diretto da: Don Siegel
- Scritto da: Rod Serling

### Trama
La nipote di un inventore odioso e dispotico, dopo anni di soprusi e offese, vive nell'attesa della dipartita dell'anziano zio e di questo desiderio parla apertamente con lui. L'uomo è però un inventore e con la sua ultima creazione renderà vana l'attesa della nipote.
- Interpreti: Cedric Hardwicke (zio Simon), Constance Ford (Barbara), Ian Wolfe (Schwimmer), Robby il robot (Robot).
- Note: 128º episodio della serie.

## Sonda 7, passo e chiudo
- Titolo originale: Probe 7, over and out
- Diretto da: Ted Post
- Scritto da: Rod Serling

### Trama
Un esploratore spaziale precipita rovinosamente e senza possibilità di ripartire su un pianeta apparentemente ospitale. Dal suo pianeta natale giungono solo pessime notizie, prima che non c'è la possibilità di un recupero spaziale e poi che sul pianeta è iniziata una guerra globale che lascia intendere la fine della civiltà. L'esploratore, avvilito, scopre infine che sul pianeta non è solo.
- Interpreti: Richard Basehart (Colonnello Adam Cook), Antoinette Bower (Eva Norda), Harold Gould (Generale Larrabee) e Barton Heyman (Tenente Blane).
- Note: 129º episodio della serie.

## Il Settimo è fatto di fantasmi
- Titolo originale: The 7th is Made Up of Phantoms
- Diretto da: Alan Crosland Jr.
- Scritto da: Rod Serling

### Trama
Tre volontari della guardia nazionale si trovano ad effettuare delle esercitazioni sul luogo dove avvenne lo storico ultimo scontro combattuto tra il Generale Custer e gli indiani e per qualche ragione inspiegabile si trovano ad essere coinvolti negli eventi del tempo passato. Alla fine scompaiono e nessuno dei loro commilitoni riesce a spiegarsi cosa sia successo, fino a che essi scoprono un fatto incredibile.
- Interpreti: Ron Foster (Sergente William Connors), Randy Boone (soldato Michael McCluskey), Warren Oates (Caporale Richard Langsford), Greg Morris (Tenente Woodard), Jeffrey Morris (Finnigan), Wayne Mallory (Scout), Robert Bray (Capitano Dennet), Lew Brown (Sergente).
- Note: 130º episodio della serie.

## Una piccola bevuta da una certa fontana
- Titolo originale: A short drink from a certain fountain
- Diretto da: Bernard Girard
- Scritto da: Rod Serling da una storia di Lou Holtz (accreditato come Lou Holz)

### Trama
Un uomo anziano sposato con una avvenente ragazza molto più giovane di lui soffre della differenza di età, resa ancora più difficile da tollerare dalla sgarbatezza della donna che non esita a farglielo pesare in ogni momento. Sopraffatto, arriva a prendere un farmaco che lo dovrebbe rendere un po' più giovane e prestante, ma la sorpresa non mancherà.
- Interpreti: Patrick O'Neal (Harmon Gordon), Ruta Lee (Flora Gordon), Walter Brooke (Dottor Raymond Gordon).
- Note: 131º episodio della serie.

## Novant'anni senza sonno
- Titolo originale: Ninety years without slumbering
- Diretto da: Roger Kay
- Scritto da: Richard De Roy da una storia di George Clayton Johnson

### Trama
Un orologiaio ormai anziano, che vive in casa della figlia e del genero, conserva nella sua camera un orologio a pendolo che fu costruito dal padre, anch'egli orologiaio. L'uomo ha vissuto tutta la vita venerando questo orologio in quanto fin dalla nascita gli era stato detto che la sua vita fosse legata al funzionamento dell'oggetto tanto che se si fosse rotto anch'egli avrebbe smesso di vivere. Il genero e la figlia sono oppressi dalla maniacale attenzione che l'uomo dedica all'orologio, ma non sanno come fare. Un giorno l'uomo dovrà fare i conti con l'improvviso blocco della pendola. Morirà?
- Interpreti: Ed Wynn (Sam Forstmann), Carolyn Kearney (Marnie Kirk), James T. Callahan (Doug Kirk), William Sargent (Dottor Mel Avery), Carol Byron (Carol Chase), Dick Wilson (Facchino 1), Chuck Hicks (Facchino 2), John Pickard (Agente di polizia).
- Note: 132º episodio della serie.

## La ragazza e l'anello
- Titolo originale: Ring-A-ding girl
- Diretto da: Alan Crosland Jr.
- Scritto da: Earl Hamner, Jr.

### Trama
Una attrice di Hollywood all'apice del successo è in procinto di prendere l'aereo per Roma dove è attesa per girare il suo nuovo film, ma si vede recapitare nella sua camera d'albergo un regalo: un anello che una volta indossato la guida in azioni stravaganti. Tornare al paese natio, andare a trovare vecchie conoscenze, fingersi malata e tutto per spingere i suoi vecchi paesani a saltare l'evento più importante di tutto l'anno che si svolgerà quella domenica stessa. Ci riuscirà? Ma perché lo deve fare?
- Interpreti: Maggie McNamara (Bunny Blake), Mary Munday (Hildy Powell), David Macklin (Bud Powell), Betty Lou Gerson (Cici), Vic Perrin (Jim), George Mitchell (Dottor Floyd), Bing Russell (Ben Braden), Hank Patterson (Signor Gentry).
- Note: 133º episodio della serie.

## Guida tu
- Titolo originale: You drive
- Diretto da: John Brahm
- Scritto da: Earl Hamner, Jr.

### Trama
Un uomo torna dal lavoro con la propria macchina e lungo il tragitto investe il fattorino dei giornali che viaggiava in bicicletta. L'uomo si ferma per dare un'occhiata al ferito, ma poi decide di scappare, visto da una testimone. Per qualche giorno decide di darsi malato e non andare al lavoro restando in ascolto delle notizie riguardanti lo stato di salute del giovane che muore in ospedale. L'uomo continua a non volersi costituire nonostante venga accusato del fatto un suo collega e amico. Le cose potrebbero sistemarsi con il tempo, se non fosse che l'automobile dell'uomo decide di portare un po' di giustizia in questo mondo.
- Interpreti: Edward Andrews (Oliver Pope), Helen Westcott (Lillian Pope), Kevin Hagen (Pete Radcliff).
- Note: 134º episodio della serie.

## Il lungo domani
- Titolo originale: The Long Morrow
- Diretto da: Robert Florey
- Scritto da: Rod Serling

### Trama
Un astronauta viene scelto per una missione esplorativa verso un pianeta in un altro sistema solare che lo vedrà in viaggio nello spazio, in completa solitudine, per 40 anni, ma lo farà in uno stato di ibernazione che gli permetterà di non invecchiare. Il lato negativo è che quando tornerà, se tornerà, lo farà in un mondo che è invecchiato e molto probabilmente non troverà nemmeno più le persone a lui care, tra cui anche la sua fidanzata. Lui parte e torna, ma a volte l'amore fa brutti scherzi.
- Interpreti: Robert Lansing (Comandante Douglas Stansfield), Mariette Hartley (Sandra Horn), George Macready (Dottor Bixler), Edward Binns (Generale Walters).
- Note: 135º episodio della serie.

## L'automiglioramento di Salvadore Ross
- Titolo originale: The Self-improvement of Salvadore Ross
- Diretto da: Don Siegel
- Scritto da: Jerry McNeely da una storia breve di Henry Slesar

### Trama
Salvatore Ross è innamorato di una ragazza che lo rifiuta per il suo carattere scontroso e incostante, ma Salvatore Ross scopre di avere un dono speciale: riesce a scambiare con le altre persone le proprie caratteristiche, come l'età e i tratti caratteriali. Grazie a questo dono inizia a 'ricostruire' se stesso per conquistare la sua amata, ma quando ci riuscirà resterà vittima di... sé stesso.
- Interpreti: Don Gordon (Salvadore Ross), Gail Kobe (Leah Maitland), Vaughn Taylor (Signor Maitland), J. Pat O'Malley (uomo anziano), Douglass Dumbrille (Signor Halpert), Douglas Lambert (Albert), Seymour Cassel (Jerry - non accreditato), Ted Jacques (barista - non accreditato), Kathleen O'Malley (infermiera - non accreditata).
- Note: 136º episodio della serie.

## Il numero 12 ti assomiglia
- Titolo originale: Number 12 looks just like you
- Diretto da: Abner Biberman
- Scritto da: Charles Beaumont e John Tomerlin

### Trama
Ci si trova in un mondo dove tutti sono sottoposti a chirurgia estetica e condizionamenti psicologici per essere identici uno all'altro. I modelli ai quali uniformarsi sono pochi, ma non ci sono alternative e questo è quello che scoprirà una giovane ragazza che spera di non avere questo triste destino.
- Interpreti: Collin Wilcox (Marilyn Cuberle), Suzy Parker (Lana Cuberle / Eva / Doe / Grace / Jane / paziente / numero 12), Richard Long (zio Rick / Dottor Rex / Sigmund Friend / Dottor Tom / Tad / Jack / assistente), Pam Austin (Valerie / Marilyn dopo la trasformazione / numero 8).
- Musica di: Bernard Herrmann.
- Note: 137º episodio della serie.

## Giacche di pelle nera
- Titolo originale: Black leather jackets
- Diretto da: Joseph M. Newman
- Scritto da: Earl Hamner, Jr.

### Trama
In un tranquillo quartiere arrivano ad abitare tre classici motociclisti con grandi moto e look in pelle. I vicini di casa, per quanto ottimisti, guardano questi nuovi arrivati con un po' di diffidenza soprattutto per l'impatto che possono avere sui loro figli. Sul tetto della casa dei nuovi venuti compare una grande antenna e quando il vicino si reca da loro per dire del disturbo che questo nuovo impianto dà sulle apparecchiature elettriche del vicinato subito si capisce che i nuovi venuti non sono persone comuni. Nel frattempo uno dei tre ha stretto amicizia con una ragazza e con lei si intrattiene in tranquille chiacchierate di reciproca conoscenza, ma c'è un piano che non deve essere fermato e nonostante l'uomo tenti di fare cambiare idea agli altri due, non ci riesce, anzi arrivano rinforzi. Il piano... ha inizio.
- Interpreti: Lee Kinsolving (Scott), Shelley Fabares (Ellen Tillman), Denver Pyle (Stuart Tillman), Michael Forest (Steve), Tom Gilleran (Fred), Irene Hervey (Martha Tillman), Wayne Heffley (Traslocatore), Michael Conrad (Ufficiale di polizia/Alieno).
- Note: 138º episodio della serie.

## Chiamata notturna
- Titolo originale: Night call
- Diretto da: Jacques Tourneur
- Scritto da: Richard Matheson

### Trama
La signorina Elva Keene è una anziana signora che vive sola nella propria casa con la sola compagnia diurna di una badante che la accudisce e la cura. La sua tranquillità viene interrotta quando una notte iniziano ad arrivare delle telefonate delle quali nemmeno alla centrale dei telefoni trovano traccia. Sono telefonate che iniziano prima senza voce dall'altro capo del filo, poi dei mugolii, poi delle voci confuse e alla fine un invito ad andare, ma dove? La compagnia dei telefoni non ha spiegazioni, visto che anche la linea telefonica sembra interrotta all'altezza del vicino cimitero. A questo punto la signorina Elva capisce chi la sta chiamando.
- Interpreti: Gladys Cooper (Elva Keene), Nora Marlowe (Margaret Phillips).
- Note: 139º episodio della serie.

## Da Agnese, con amore
- Titolo originale: From Agnes with love
- Diretto da: Richard Donner
- Scritto da: Bernard C. Schoenfeld

### Trama
James Elwood è un programmatore di computer che sta lavorando con il 'più grande computer esistente' in grado di fare qualsiasi tipo di calcolo, non solo quelli balistici per i quali è stato creato. Tutto procede bene fino a quando la macchina inizia a preoccuparsi anche della vita sentimentale del suo programmatore il quale all'inizio approfitta dei consigli avuti, ma poi ne esce distrutto.
- Interpreti: Wally Cox (James Ellwood), Sue Randall (Millie), Raymond Bailey (Supervisore), Ralph Taeger (Walter Holmes) e Don Keefer (Fred Danziger).
- Note: 140º episodio della serie.

## L'impulso del momento
- Titolo originale: Spur of the moment
- Diretto da: Elliot Silverstein
- Scritto da: Richard Matheson

### Trama
L'episodio comincia con Anne, una giovane ragazza che nel mentre di una passeggiata a cavallo viene terrorizzata e rincorsa da un'altra donna a cavallo che urla forsennatamente il suo nome. Torna a casa e lì trova i suoi genitori e il suo promesso sposo che subito la soccorrono vedendo quanto lei sia agitata. Quella sera ci sarà il fidanzamento ufficiale, ma si presenta alla casa un altro ragazzo che la spinge a ragionare sui suoi veri sentimenti nei confronti suoi e di quello che è il promesso fidanzato. Niente da fare, il fidanzamento ci sarà, ma a metà serata lei scappa con il ragazzo visto nel corso del pomeriggio. Passano gli anni e la famiglia è caduta in disgrazia. Ritroviamo la ragazza, ormai donna, sua madre e il ragazzo ora suo marito che si è rivelato col tempo essere un fallito tanto da riuscire a rovinare tutta la famiglia. La donna esce a cavallo e da un promontorio vede se stessa giovane correre a cavallo. La chiama ripetutamente e la rincorre, tante volte ha vissuto questa scena, ma senza mai riuscire a raggiungere se stessa per avvisarla di non sposare l'uomo che poi l'avrebbe rovinata.
- Interpreti: Diana Hyland (Anne Henderson), Robert J. Hogan (Robert Blake), Philip Ober (Signor Henderson), Marsha Hunt (Signora Henderson) e Roger Davis (David Mitchell).
- Note: 141º episodio della serie.

## Un avvenimento sul ponte di Owl Creek
- Titolo originale: An Occurrence at Owl Creek Bridge
- Diretto da: Robert Enrico
- Scritto da: Storia di Ambrose Bierce adattamento televisivo di Robert Enrico

### Trama
Un uomo si trova sul suo patibolo pronto all'impiccagione, scatta il trabocchetto, ma la corda si spezza permettendo all'uomo di sopravvivere e scappare. Nuota e corre a perdifiato raggiungendo infine la sua casa e la sua amata che stringe in un forte abbraccio. Chiude gli occhi, ma quando riprende l'inquadratura si vede il corpo dell'uomo appeso al suo cappio, era solo l'ultimo sogno del condannato a morte.
- Interpreti: Roger Jacquet (Peyton Farquhar), Anne Cornaly (Abby Farquhar) e Anker Larsen (ufficiale dell'esercito dell'unione).
- Note: 142º episodio della serie.

## La regina del Nilo
- Titolo originale: Queen of the Nile
- Diretto da: John Brahm
- Scritto da: Jerry Sohl (non accreditato) e Charles Beaumont

### Trama
Il giornalista Jordan Herrick si prepara ad intervistare la nota stella cinematografica Pamela Morris. Nonostante i modi seducenti dell'attrice lui non si fa abbagliare e conduce la sua intervista con professionalità e lucidità fino a capire che la donna custodisce un segreto incredibile ossia che nel corso dei decenni ha recitato dei ruoli da affascinante protagonista anche quando in realtà dovrebbe essere stata ancora una bambina. L'anziana donna che vive con l'attrice confessa di esserne in realtà la figlia e cerca di mettere in guardia l'uomo sul pericolo di vita che sta correndo, ma oramai è troppo tardi, la trappola è già scattata. Catturata una preda già suona il campanello per un altro ospite perché la tela del ragno è sempre pronta per nuove vittime.
- Interpreti: Ann Blyth (Pamela Morris/Constance Taylor), Lee Philips (Jordan Herrick), Celia Lovsky (Viola Draper) e Frank Ferguson (Krueger).
- Note: 143º episodio della serie.

## Che cosa c'è nella scatola
- Titolo originale: What's in the box
- Diretto da: Richard L. Bare
- Scritto da: Martin M. Goldsmith

### Trama
Il signore e la signora Britt sono una coppia di anziani che passano il più del tempo a brontolare per ogni cosa. Una sera il signor Britt ritorna stanco dal lavoro con l'unico desiderio quello di potere vedere alla televisione un incontro di Wrestling. Dopo una normale discussione in cucina il signor Britt va in soggiorno dove trova il tecnico della televisione intento a riparare l'apparecchio e qui aggredisce verbalmente anche lui. Il tecnico per tutta risposta saluta l'uomo e se ne va lasciando il lavoro di riparazione a metà. Sbalordito il signor Britt scopre che il televisore non trasmette più i normali canali, ma trasmette a tratti gli avvenimenti della sua giornata, passati e futuri. Sconvolto accusa un malore, ma mentre se ne sta a letto a esternare il suo smarrimento alla moglie questa decide di andarsene di casa e qui inizia una lite furibonda che si conclude con la morte della donna a causa di un colpo inferto dal marito... proprio come aveva previsto la televisione.
- Interpreti: Joan Blondell (Signora Britt), William Demarest (Signor Britt), Sterling Holloway (Tecnico della televisione), Herbert Lytton (Dottor Saltman) e Sandra Gould (Donna).
- Note: 144º episodio della serie.

## Le maschere
- Titolo originale: The masks
- Diretto da: Ida Lupino
- Scritto da: Rod Serling

### Trama
Jason Foster è un anziano prossimo alla morte ma, prima di lasciare la sua intera eredità all'unica figlia e alla sua famiglia, decide di dare loro una lezione. I suoi parenti sono infatti completamente disinteressati a lui tanto quanto sono interessati ai suoi averi e questo loro mal celato interesse li fa recitare una parte che rende il loro volto una maschera che non corrisponde al vero. È la sera del Martedì Grasso e l'anziano li invita ad aspettare mezzanotte indossando una maschera fatta appositamente per loro. L'uomo non nasconde la sua disapprovazione nei confronti dei familiari e non tace la sua insoddisfazione ma nonostante questo lascerà loro i suoi interi averi a condizione che indossino la maschera fino all'ultimo minuto: essi riescono, ma quando la maschera verrà tolta i loro volti non saranno più gli stessi.
- Interpreti: Robert Keith (Jason Foster), Milton Selzer (Wilfred Harper), Virginia Gregg (Emily Harper), Brooke Hayward (Paula Harper), Alan Sues (Wilfred Harper Jr.) e Willis Bouchey (Dottor Sam Thorne).
- Note: 145º episodio della serie.

## Io sono la notte, colorami di nero
- Titolo originale: I Am the Night - Color Me Black
- Diretto da: Abner Biberman
- Scritto da: Rod Serling

### Trama
Jagger è chiuso in cella in attesa della sua esecuzione. È un fatto già di per sé duro da accettare, ma lo è ancora di più considerando che è stato condannato nonostante il suo venga ritenuto da tanti un omicidio per legittima difesa. Tutti sono pressati da questa situazione e lo sono ancora di più dal fatto che il giorno è cominciato senza il sorgere del sole. Lo scenario è cupo e c'è discussione tra chi è favorevole all'esecuzione e chi no, ma tutti vogliono che torni il sole e dentro di loro sperano che una volta finita questa storia questo ritorni. Jagger muore, ma il sole non torna e cosa più tremenda è che dal resto del mondo giungono notizie che la cosa si sta ripetendo. Forse sono ombre cupe sulle ingiustizie dell'uomo.
- Interpreti: Michael Constantine (Sceriffo Charlie Koch), Eve McVeagh (Ella), Paul Fix (Colbey), George Lindsey (vice sceriffo Pierce), Ivan Dixon (Reverendo Anderson) e Terry Becker (Jagger).
- Note: 146º episodio della serie.

## Suoni e silenzi
- Titolo originale: Sounds and silences
- Diretto da: Richard Donner
- Scritto da: Rod Serling

### Trama
Il signor Roswell G. Flemington è un eccentrico ex lupo di mare che approdato sulla terra ferma ha aperto una azienda di costruzione di modellini navali. È pieno di manie: tratta tutti come subalterni che si trovano a bordo di una nave immaginaria da lui comandata, si è creato un mondo di oggetti e dettagli adatti alla navigazione in alto mare e addirittura vive con la costante riproduzione di dischi che a tutto volume riproducono suoni ed esplosioni di battaglie navali passate. La moglie non ne può più e decide di farla finita lasciando l'uomo, ma prima gli sputa in faccia tutto il suo avvilimento per come è stata trattata nei trascorsi venticinque anni insieme. L'uomo non demorde e si ostina a proseguire con i suoi atti, giustificandosi che la colpa di tutto ciò era l'anziana madre che lo obbligava a vivere in un mondo di silenzio. Così inizia per l'uomo un periodo in cui tutti i suoni, anche quelli al limite dell'impercettibile, sono altissimi e insopportabili e a seguire un periodo in cui sente la sua voce, ma nessuno dei suoni (esplosioni, ecc.) da lui amati, anche se a volume altissimo. Il ricovero in clinica sarà inevitabile.
- Interpreti: John McGiver (Roswell G. Flemington), Penny Singleton (Signora Lydia Flemington), Billy Benedict (Conklin), Francis De Sales (Dottore), Michael Fox (Psichiatra) e Renee Aubry (Signora Abernathy - segretaria).
- Note: 147º episodio della serie.

## Io e Caesar
- Titolo originale: Caesar and me
- Diretto da: Robert Butler
- Scritto da: Adele T. Strassfield

### Trama
Jonathan West è un ventriloquo che non riesce a trovare lavoro e non trovando soluzioni alla sua situazione di indigenza decide di seguire i consigli di Caesar, il suo pupazzo. Così inizia prima con un piccolo furto e successivamente effettua un colpo più azzardato per il quale viene arrestato. Tutto sembra finire li, ma Caesar ha già trovato un'altra persona da usare per i suoi scopi e la storia ricomincia con nuove trame, ma questo sarà uno dei tanti futuri ai confini delle realtà.
- Interpreti: Jackie Cooper (Jonathan West/voce di Caesar), Suzanne Cupito (Susan), Sarah Selby (Signora Cudahy) e Stafford Repp (l'uomo del banco dei pegni).
- Note: 148º episodio della serie.

## La stanza dell'azzardo
- Titolo originale: The Jeopardy Room
- Diretto da: Richard Donner
- Scritto da: Rod Serling

### Trama
Il maggiore Ivan Kuchenko, dopo la prigionia in Siberia e anni di fuga, si ritrova recluso nella propria camera e minacciato da colui che era stato il suo aguzzino, il commissario Vassiloff. Entro poco tempo dovrà trovare la trappola esplosiva innescata nella stanza altrimenti la morte sarà inevitabile. Il maggiore tuttavia è giunto fin lì grazie alla propria astuzia e infine riesce a fare scattare la trappola proprio contro il suo aguzzino.
- Interpreti: Martin Landau (Maggiore Ivan Kuchenko), John van Dreelen (Commissario Vassiloff) e Robert Kelljan (Boris).
- Note: 149º episodio della serie.

## Sosta in una città tranquilla
- Titolo originale: Stopover in a quiet town
- Diretto da: Ron Winston
- Scritto da: Earl Hamner, Jr.

### Trama
Due coniugi si risvegliano in una casa che non conoscono; anche la cittadina nella quale si trovano è del tutto sconosciuta e appare completamente deserta. Il terrore comincia a impossessarsi di loro, soprattutto quando un'ombra oscura il sole.
- Interpreti: Barry Nelson (Bob Frazier), Nancy Malone (Millie Frazier), Denise Lynn (Bambina) e Karen Norris (Madre).
- Note: 150º episodio della serie.

## L'incontro
- Titolo originale: The Encounter
- Diretto da: Robert Butler
- Scritto da: Martin M. Goldsmith

### Trama
Un uomo americano trova in soffitta una katana che ha preso durante la guerra a un ufficiale giapponese. Un uomo di origini nipponiche passa per chiedergli un lavoro e fra i due nasce subito tensione dovuta alla rivalità fra USA e Giappone durante la Seconda Guerra Mondiale.
- Interpreti: Neville Brand (Fenton), George Takei (Arthur Takamuri).
- Note: 151º episodio della serie.

## Il signor Garrity e le tombe
- Titolo originale: Mr. Garrity and the graves
- Diretto da: Ted Post
- Scritto da: Mike Korologos e Rod Serling

### Trama
Jared Garrity è un uomo che gira il West dicendo di essere in grado di resuscitare i morti e quando arriva al paese di 'Felicità Arizona' di primo acchito la cosa fa sorridere chi lo sente. Tutti ridono fino a quando in mezzo alla strada del paese il girovago riesce a fare ritornare in vita un cane investito da un carro. La gente allora cambia atteggiamento iniziando a preoccuparsi, anche considerando la visita dell'uomo al cimitero dove si trovano amici e persone che in fondo è meglio che restino lì. Alla luce di questi fatti ci si ritrova con tutti i paesani che anziché pagare per riportare in vita i defunti pagano perché questi restino tali. Una volta intascati i soldi il signor Garrity riparte con il suo carro verso un nuovo paese, ma appena uscito da 'Felicità Arizona' si ferma ad aspettare i due 'collaboratori': un uomo che nella nebbia si era finto un resuscitato e il cane che si era finto morto. Il carro riparte e dopo un rumore lento e cupo, all'orizzonte si vedono tutti i defunti uscire dalle proprie tombe dirigendosi verso il paese, come dice uno di loro: "Il Signor Garrity si sottovaluta".
- Interpreti: John Dehner (Jared Garrity), J. Pat O'Malley (Gooberman - uomo ubriaco), Stanley Adams (Jensen), John Mitchum (Ace), Percy Helton (Lapham), Kate Murtagh (Zelda)
- Note: 152º episodio della serie.

## Il cervellone elettronico della Whipple
- Titolo originale: The brain center at Whipple's
- Diretto da: Richard Donner
- Scritto da: Rod Serling

### Trama
Nel 1967 Wallace V. Whipple è proprietario di una fabbrica orientata alla produttività e al futuro ed è per questo che inizia a sostituire le persone dal computer totalmente automatizzato da transistor modificati "X109B14". Tutti, a partire dal direttore del personale fino agli operai tentano di avvisare Whipple dell'errore, ma lui continua ad ampliare le sue apparecchiature facendo diventare la sua fabbrica un luogo produttivo, ma completamente deserta. Alla fine il consiglio di amministrazione decide che oramai Whipple è troppo ossessionato dalle sue idee tecnologiche e per questo lo mette a riposo. L'ultima inquadratura è dedicata all'ufficio di Whipple, dove si trova il nuovo direttore: un robot. 
- Interpreti: Richard Deacon (Wallace V. Whipple), Paul Newlan (Capo Ingegnere Hanley), Ted de Corsia (Caporeparto Dickerson), Thalmus Rasulala (tecnico), Burt Conroy (guardiano), Robby il robot (robot).
- Nota: il robot dell'ultima scena è Robbie, il robot del film 'Il pianeta proibito'.
- Note: 153º episodio della serie.

## Vieni via con me
- Titolo originale: Come wander with me
- Diretto da: Richard Donner
- Scritto da: Anthony Wilson

### Trama
Floyd Burney è un cantante Rockabilly che giunge in un villaggio alla ricerca di una nuova canzone che possa farlo sfondare. Entra in una bottega dove vi sono montagne di strumenti musicali e come prende in mano una chitarra inizia a sentire la melodia tanto cercata. L'anziano gestore del locale cerca di convincerlo ad andarsene e dimenticare il posto, ma il ragazzo oramai è deciso a conoscere tutta la canzone. Seguendo le note raggiunge una ragazza e da qui viene coinvolto in una serie di eventi drammatici che lo porteranno alla morte.
- Interpreti: Gary Crosby (Floyd Burney), Bonnie Beecher (Mary Rachel), John Bolt (Billy Rayford) e Hank Patterson (anziano gestore).
- Note: 154º episodio della serie.

## La paura
- Titolo originale: The fear
- Diretto da: Ted Post
- Scritto da: Rod Serling

### Trama
L'agente della Polizia Stradale Robert Franklin arriva alla baita della signora Charlotte Scott dove la donna vive fuggita dal peso della città e dal lavoro di stilista per recuperarsi da un esaurimento nervoso. L'uomo si reca dalla donna perché durante l'ultima venuta della donna in paese questa ha riferito al commesso dell'emporio di avere visto strane luci nel cielo. L'agente è cortese nonostante il fare brusco della donna, ma nonostante un po' di scetticismo decide di dare un'occhiata accorgendosi subito di strani fenomeni: la macchina di servizio che si ribalta da sola, la radio ricetrasmittente che smette di funzionare, i rumori sul tetto, le luci e altri fatti ancora. Per sicurezza entrambi passano la notte chiusi dentro la baita e quando al mattino ne escono trovano la macchina riposizionata sulle sue gomme con delle grandi impronte digitali sulle fiancate, un'orma di un piede di oltre due metri impressa nel terreno fino a vedere una figura umanoide alta diversi metri che li fronteggia con fare minacciosi. L'agente prende la pistola e spara all'essere che si rivela essere un pallone gonfiabile. Poco oltre vedono un piccolo disco volante di un metro di diametro e al suo interno due piccoli extra terrestri alti una spanna che sorpresi della capacità dell'essere umano di non essere impressionato da quelle false tracce decidono di ripartire per tornare al proprio mondo.
- Interpreti: Peter Mark Richman (come "Mark Richman") (Agente della Stradale Robert Franklin) e Hazel Court (Charlotte Scott).
- Note: 155º episodio della serie.

## La piscina stregata
- Titolo originale: The bewitchin' pool
- Diretto da: Joseph M. Newman
- Scritto da: Earl Hamner Jr.

### Trama
Sport Sharewood e suo fratello Jeb passano le giornate intorno alla piscina della loro grande casa padronale e all'apparenza non manca loro niente se non che vivono di riflesso i continui litigi dei genitori. Un giorno esce dalla loro piscina un ragazzino che rivela loro l'esistenza sul fondo della piscina di un passaggio a un'altra dimensione dove la vita è tranquilla e rilassante. I ragazzi lo seguono e scoprono che ciò che viene loro detto è vero: un posto dove vi sono solo bambini felici che giocano spensierati e una anziana signora che dedica tutto il suo tempo a preparare dolci e a soddisfare le esigenze dei giovani ospiti. Il posto è bello, ma nonostante tutto decidono di tornare al loro mondo. Un giorno i genitori li informano che si stanno separando e chiedono loro con chi vogliano andare a vivere. Vista la prospettiva della loro vita futura i due ragazzi si tuffano in piscina tornando nell'altro mondo e nonostante il padre si tuffi nell'acqua per cercarli non li troverà più.
- Interpreti: Mary Badham (Sport Sharewood), June Foray (la voce di Tina), Kim Hector (Whitt), Dee Hartford (Gloria Sharewood), Jeffrey Byron (Jeb Sharewood), Georgia Simmons (zia Tina) e Tod Andrews (Gil Sharewood).
- Note: 156º e ultimo episodio della serie.